# Cicinnus xingua
Cicinnus xingua is een vlinder uit de familie van de Mimallonidae. De wetenschappelijke naam van de soort is voor het eerst geldig gepubliceerd in 1923 door Dognin.